# 小行星6025
小行星6025（英語：6025 Naotosato）是一颗围绕太阳公转的小行星。1992年12月30日，浦田武在清水町发现了此天体。
这颗小行星的绝对星等为162.31568等。